# ボビー・ヴィー
ボビー・ヴィー（Bobby Vee、1943年4月30日 - 2016年10月24日）は、アメリカ合衆国のポップス歌手。1960年代にBillboard Hot 100に38曲のヒット曲を送り込み、うち10曲はトップ20に達した。全米1位を記録した『サヨナラ・ベイビー（Take Good Care of My Baby）』やカーペンターズがカバーした『燃ゆる瞳（The Night Has A Thousand Eyes）』で知られる。

## 経歴
ノースダコタ州ファーゴで、父シドニー・ロナルド・ヴェリーン(Sydney Ronald Velline)と、母サイマ・セシリア・タパニラ(Saima Cecilia Tapanila)の間に生まれた。母親はフィンランド出身であった。ヴィーは、1959年に、ミネアポリスにあったソマ・レコード（Soma Records）から、バディ・ホリーの「Peggy Sue」に応答した自作曲「Suzie Baby」を、最初のシングル盤として発売した。この曲は、それなりに注目され、チャートにおける動きもあったため、リバティ・レコード(Liberty Records)が原盤権を買い上げ、同年のうちにヴィーはリバティとの契約を結んだ。続いて出されたシングル盤は、イギリスでチャートの首位になったアダム・フェイス（Adam Faith）の「What Do You Want?」のカバーで、デビュー盤ほどのヒットにはならなかったが、1960年はじめにビルボードのチャートにも登場した。ヴィーに米国内で大きな成功をもたらしたのは、クローバーズ（The Clovers）のドゥーワップ・バラード「Devil or Angel」をカバーした4枚目であった。これに続いたシングル盤「Rubber Ball」によって、ヴィーは国際的なスターの座に上り詰めた。
1961年夏にヴィーがリリースした「サヨナラ・ベイビー (Take Good Care of My Baby)」は、ビルボードで首位となり、英国のシングル・チャートでも3位まで上昇した。ヴィーはもっぱら、いわゆるブリル・ビルディング(Brill Building)系のポップ曲の歌手として知られ、1960年代には、「Devil or Angel」（1960年：U.S. #6）、「Rubber Ball」（1961年：U.S. #6）、「More Than I Can Say」（1961年：U.K. #4）、「Run To Him」（1961年：U.S. #2）、「燃ゆる瞳 」（1963年：U.S. #3）、「素敵なカム・バック (Come Back When You Grow Up)」（1967年：U.S. #3）など一連のヒット曲を吹込んだ。1967年の「素敵なカム・バック」の録音は、「ザ・ストレンジャーズ (The Strangers)」というバンドと一緒に行なっている。
この間、1962年5月には、当時の東芝音楽工業のイベントで、来日も果たしている。
ヴィーは音楽ビデオの分野でもパイオニアであり、何本もの音楽映画に出演したほか、初期の映像つき音楽のジュークボック「Scopitone」シリーズの映像にも登場した。ヴィーは、1999年にノースダコタ州のRoughrider Awardを受賞した。映画『No Direction Home』の中で、ボブ・ディランとの短期間の音楽上の関わりについて言及されており、ヴィーが地方的なヒットを出した後に「ボビー・ヴィー」と名乗るよう助言したのはディランだったとされている。
2008年5月12日にイギリスでEMIからリリースされた『The Very Best of Bobby Vee』は、アルバム・チャートのトップ5入りを果たした。
2011年1月17日にイギリスでEMIからリリースされたCD2枚組の『Rarities』は、61曲入りで、未発表音源を多数含み、既発表曲も別テイクや、初ステレオ化、ライブ盤『Bobby Vee Live On Tour』から効果としてミックスされていた観客の声などを除去したリミックスなどが収録された。
2011年3月28日、ボビー・ヴィーは、235人目の受賞者としてロカビリーの殿堂(Rockabilly Hall of Fame)入りを果たした。
2016年10月24日、息子によって死去が確認された。ボビーはアルツハイマー病と診断されて2011年に音楽活動から引退していた。

## 音楽が死んだ日
ヴィーの成功は、悲劇の最中から始まった。後に「音楽が死んだ日 (The Day the Music Died)」と呼ばれることになった1959年2月3日、「ウィンター・ダンス・パーティー」のツアー中だった3人のスター、バディ・ホリー、リッチー・ヴァレンス、ザ・ビッグ・ボッパー(The Big Bopper)が、次のショーが予定されていたミネソタ州ムアヘッド(Moorhead)への移動中、搭乗していた1947年製ビーチクラフト・ボナンザV字型尾翼機（登録番号：N3974N）がアイオワ州クリアレイク(Clear Lake)付近に墜落し、21歳のパイロットロジャー・ピーターソン(Roger Peterson)も含めて全員が死亡してしまった。当時15歳の高校生だった（まだヴィーと名乗る前の）ヴェリーン少年は、ノースダコタ州ファーゴで仲間と急ごしらえのバンドを作ってザ・シャドウズと名乗り、ムアヘッドのライブでホリーたちの穴を埋めるという荷の重い仕事に手を上げ、引き受けることになった。彼らのパフォーマンスは成功し、以降、ヴィーが人気歌手として成功する道へとつながる様々なイベントが連鎖的に起こっていった。
1963年、ボビー・ヴィーはリバティー・レコードから『I Remember Buddy Holly』というトリビュート・アルバムを発表した。アルバムに付けられたスリーブのノートで、ヴィーはホリーが自分に与えた影響について、ホリーの悲劇的な死をめぐる出来事について、次のように述べている。
ほかの数多くのみんなと同じように、ホリーの歌を初めて聴いたときに、バディ・ホリー・ファンになった。そのとき以来、僕はずっとファンでいたし、これからもずっとファンでいるだろうと思う。数年前、バディは僕の故郷の町であるノースダコタ州ファーゴでダンス・イベントに出演することになっていた。これは町中のみんなにとって大きなイベントになるはずだったが、僕にとってはそれ以上のことだった。僕は、本物のバディが動くところを見られるのを、不安とともに楽しみに待っていた。

バディが到着するはずだった日、悲劇が襲い、バディの命を奪った。リッチー・バレンスとザ・ビッグ・ビッパー、2人のすばらしい歌手たちも一緒だった。この衝撃的なニュースは、ファーゴの町中に瞬く間に伝わった。地元のラジオ局は、ダンス・イベントに出演できる地元のタレントを求める呼びかけをした。その1週間前、僕はボーカルと楽器で5人編成のバンドを組んだばかりだった。僕たちはバディのアプローチのモデルにしていて、バディのヒット曲を念頭に置いてリハーサルをしていた。ラジオの呼びかけを聞いた僕たちは、出かけていって、自分たちがやりたいと申し出た。その時点ではまだバンドの名前も決まっていなかったので、その場で「ザ・シャドウズ (The Shadows)」という名を決めた。ダンス・イベントに出演し、ありがたいことに熱烈に歓迎された。そのすぐ後に、僕は最初のレコードを作った。それは「スジー・ベイビー (Suzie Baby)」という曲で、とても幸運なことに、かなりのヒット曲となった。

少し前から、僕はバディに捧げるトリビュート・アルバムを制作してほしいと求められていたけれど、それが正しいことなのか確信がもてなかった。しかし、昨年中、そうしたアルバムを作って欲しいというリクエストをたくさんもらって、それも僕のファンやDJたちからだけでなく、まだまだたくさんいるバディの忠実なファンたちからもリクエストがあったんだ。それが…このアルバムをつくる自信をもたせてくれた。「スジー・ベイビー」からこのアルバムまで、たくさんレコードを作ってきたけど、バディ・ホリーのことや、彼が僕の歌い方やキャリアに与えた影響の大きさは、決して忘れたことはない。
ヴィーは、素人同然の状況でデビューしたにもかかわらず、その後、正真正銘のスターとなり、今日、クリアレイクで開催されている「ウィンター・ダンス・パーティー」のメモリアル・コンサートには、定期的に出演し続けている。

## 私生活
子どもの頃、少年ボビーはノースダコタ州パース(Perth)のトゥオマラ・ファミリー・ファーム(the Tuomala Family Farm)で従兄弟たちと夏休みを過ごしていた。ヴィーはカリフォルニア州ビバリーヒルズに何十年も住んでいたが、後にミネソタ州セントクラウドに移り、さらにその近くのカレッジヴィル郡区(Collegeville Township)に移った。現在は、やはりセントクラウドに近いコールドスプリング(Cold Spring)に住んでいる。
ヴィーは、1963年12月にミネソタ州デトロイト・レイクス(Detroit Lakes)出身のカレン・バーゲン(Karen Bergen)と結婚し、3人の息子と1人の娘をもうけた。2008年現在、ヴィーは精力的にパフォーマーとしてのツアーを米国内外で続けており、そのバックバンドであるザ・ヴィーズ(The Vees)には長男ジェフ・ヴィー(Jeff Vee)と次男トミー・ヴィー(Tommy Vee)が加わっている。三男ロビー・ヴィー(Robby Vee)も、ミュージシャンで、レコードも出している。ボビー・ヴィーは、ノースダコタ州から（優れた業績を残した州出身者に対して与えられる）ラフライダー賞(Rough Rider Award)を受賞しており、また、ロカビリーの殿堂入りを果たしている。2009年には、ヒット・パレードの殿堂(the Hit Parade Hall of Fame)入りも果たした。

## 近年の活動
ヴィーは長らく、ミズーリ州ブランソン(Branson)にあるディック・クラークのアメリカン・バンドスタンド・シアター(American Bandstand Theater)に出演していた。ヴィーは、午後8時から始まる「Original Stars at American Bandstand（アメリカン・バンドスタンドのオリジナル・スターたち）」というショーに、ファビアン(Fabian)、クリス・モンテス(Chris Montez)、ブライアン・ハイランド(Brian Hyland)、シフォンズ(The Chiffons)などとともに出演していた。
2007年10月、「The Last of the Big Rock Shows（最後のビッグ・ロック・ショー）」というショーでレスリー・ゴア(Lesley Gore)、ビリー・クラッシュ・クラドック(Billy "Crash" Craddock)とともにオーストラリアをツアーした。

## 伝説
ヴィーがまだ駆け出しだった頃、エルストン・ガン(Elston Gunnn)というミュージシャンが彼のバンドに加わって短期間ツアーをともにした。ガンは、本名をロバート・アレン・ジママン(Robert Allen Zimmerman)といい、後にボブ・ディランとして有名になった。
ディランは、自伝『Chronicles, Volume One』の中で、ボビー・ヴィーに特に言及し、2人の公私にわたる交友について意義深い逸話の詳細を記している。

## 映画
- Swingin' Along (1962), Lippert Films、74分、監督：Charles Barton、プロデューサー：Jack Leewood、脚本：Arthur Morton

曲づくりのコンテストをめぐる喜劇映画で、当初は『Double Trouble』という題で1961年に公開されたが、レイ・チャールズが「What'd I Say」を歌う場面と、ボビー・ヴィーが「More Than I Can Say」を歌う場面を追加し、改題して再公開された。
- Play it Cool - 1962年、Allied Artists、白黒、82分、監督：マイケル・ウィナー、プロデューサー：Leslie Parkyn、Julian Wintle、脚本：Jack Henry

じゃじゃ馬で大金持ちのティーンエイジャーの少女が、ボーイフレンドを探すという筋に沿って、1960年代初めのパフォーマーたちの演奏が織り込まれた作品。ヴィーは「At A Time Like This」を歌っている。
- Just for Fun - 1963年、コロンビア ピクチャーズ、白黒、85分、監督：Gordon Fleming、脚本：Milton Subotsky

イギリスで10代の若者に選挙権が与えられ、2大政党がそれぞれ、新しい有権者集団となった若者たちの票を取り込もうとやっきになる。筋が進む中で、フレディ・キャノン(Freddy Cannon)、ケティ・レスター(Ketty Lester)、ジェレミー・ロイド(Jeremy Lloyd、ボビー・ヴィー、ザ・クリケッツ(The Crickets)、ザ・スプリングフィールズ(The Springfields)、ジェット・ハリス、トニー・ミーハン(Tony Meehan)、ジョー・ブラウン & ザ・ブルーヴァーズ(Joe Broen and the Bruvvers)、ザ・トルネードス(The Tornadoes)、ブライアン・ブール & ザ・トレモローズ(Brian Poole and the Tremeloes)、ジョニー・ティロットソン(Johnny Tillotson)など多数のポップ・スターが登場する。ヴィーは「All You Gotta Do Is Touch Me」と「The Night Has A Thousand Eyes」を歌っている。
- C'mon, Let's Live a Little - 1967年、パラマウント映画、カラー、85分、監督：デイヴィッド・バトラー、プロデューサー：John Herelandy、June Starr、脚本：June Starr